# بكان
بكان (بالفارسية: بکان) هي قرية تقع في Hasanabad District في إيران. يقدر عدد سكانها بـ 1,211 نسمة .